# ハンプトン・アンド・リッチモンド・バラFC
ハンプトン・アンド・リッチモンド・バラ・フットボール・クラブ（Hampton & Richmond Borough Football Club）はイングランド、ロンドン、リッチモンドを本拠地とするサッカークラブチームである。2021-2022シーズンはナショナルリーグ・サウス（6部相当）に所属。

## タイトル

### 国内タイトル
- サザンフットボールリーグ・サザンディヴィジョン:2回

1982-1983,1999-2000
- サザンフットボールリーグ・プレミアディヴィジョン:1回

1986-1987
- サザンフットボールリーグ・イースタンディヴィジョン:1回

2004-2005
- サザンリーグカップ:1回

1985

### 国際タイトル
- なし

## 歴代所属選手
- ハワード・ニュートン
- シャンドン・バプティスト 2017-2018
- セニー・ディエン 2018
- サム・コックス 2018-